# Jorge Daniel Martínez
Jorge Daniel Martínez est un ancien footballeur international argentin, né le 20 juin 1973 à Montecarlo. Il évoluait au poste d'arrière droit.

## Biographie

### En club
Jorge effectue la quasi-totalité de sa carrière en Argentine, évoluant notamment dans les plus grands clubs du pays comme River Plate, Boca Juniors, mais surtout le CA Independiente, club dans lequel il fera trois passages.
En 1995, il remporte la Supercopa Sudamericana avec le CA Independiente, battant Flamengo en finale.
En 1999, il rejoint l'Europe et signe au Real Saragosse en première division espagnole. N'arrivant pas à s'imposer, il retourne en Argentine au bout de six mois, avec seulement trois matchs disputés toutes compétitions confondues.
En 2001, il dispute la Coupe intercontinentale avec Boca Juniors, en étant battu (0-1) par le Bayern Munich .
En 2002 et 2003, il participe à la Copa Sudamericana avec Boca Juniors et le Colón Santa Fe pour un total de huit matchs et un but dans cette compétition .

### En sélection
En 1997, Jorge est convoqué par Daniel Passarella afin de disputer la Copa América. Il joue trois matchs, dont deux comme titulaire, qui resteront ses seules sélections.

## Palmarès
- CA Independiente
  - Vainqueur de la Supercopa Sudamericana 1995.